# ローケーシュ・カナガラージ
ローケーシュ・カナガラージ（Lokesh Kanagaraj、1986年3月14日 - ）は、インドのタミル語映画で活動する映画監督。

## 生い立ち
コーヤンブットゥール近郊のキナトゥカダヴ出身。ファッションテックを専攻して経営学修士号を取得した後、銀行に就職する。銀行勤務のかたわら映画製作に興味を抱き、短編映画コンペティションに参加した。そこで審査員のカールティク・スッバラージの目に留まり、映画製作の道に進むように勧められた。

## キャリア
2016年にカールティク・スッバラージが製作したアンソロジー映画『Aviyal』に参加し、『Kaalam』を監督した。2017年にサンディープ・キシャン、スリ、レジーナ・カサンドラ、マドゥスダン・ラオ、チャーリーを起用した『チェンナイの夜』で長編映画監督デビューを果たした。同作でカナガラージはヴィジャイ・アワードの新人監督賞を受賞し、脚本賞にノミネートされた。2018年から『Maanagaram』に引き続きドリーム・ウォリアー・ピクチャーズの下で新作映画の製作に取り掛かり、2019年に『囚人ディリ』として公開された。同作ではジー・シネ・アワード・タミルのフェイバリット監督賞を受賞した。2021年にヴィジャイ、ヴィジャイ・セードゥパティを起用した『マスター 先生が来る!』を監督した。

## フィルモグラフィー

### 映画
- Aviyal（2016年） - 監督、脚本
- チェンナイの夜（2017年） - 監督、脚本
- 囚人ディリ（2019年） - 監督、脚本[11]
- マスター 先生が来る!（2021年） - 監督、脚本、出演[12]
- ヴィクラム （2022年） - 監督、脚本[13]
- Leo（2023年） - 監督、脚本

### テレビシリーズ
- Vella Raja（2018年） - 脚本